# Václav Cverna
Václav Cverna (* 9. října 1966) je bývalý český fotbalista.

## Fotbalová kariéra
V české lize hrál za FC Vítkovice. V české lize nastoupil celkem v 10 utkáních.

## Ligová bilance
| Ročník                          | Zápasy | Góly | Klub         |
| ------------------------------- | ------ | ---- | ------------ |
| 1. česká fotbalová liga 1993/94 | 10     | 0    | FC Vítkovice |
| CELKEM                          | 10     | 0    |              |